# Největší Homer všech dob
Největší Homer všech dob (v anglickém originále The Greatest Story Ever D'ohed) je 16. díl 21. řady (celkem 457.) amerického animovaného seriálu Simpsonovi. Scénář napsal Kevin Curran a díl režíroval Michael Polcino. V USA měl premiéru dne 28. března 2010 na stanici Fox Broadcasting Company a v Česku byl poprvé vysílán 16. prosince 2010 na stanici Prima Cool.

## Děj
Ned Flanders je frustrován, když Homer narušuje jeho skupinu studující Bibli, a reverend Lovejoy mu doporučí, aby pozval Simpsonovy na výlet do Jeruzaléma. Homer je skeptický, ale Marge souhlasí a brzy je rodina na cestě do Svaté země. Po příjezdu do Jeruzaléma se k nim připojí Šáša Krusty, který se vydává na židovskou pouť. Když procházejí kolem Zdi nářků, potkají upovídaného a dotěrného průvodce Jakoba a jeho neteř Dorit, jež mu dělá ochranku a díky jejímž znalostem krav magy se jí Bart podvolí. 
Zpočátku projevují Homer a ostatní turisté větší zájem o hotelový bufet než o prohlídku města, což Neda velmi znepokojuje. Když dorazí k hrobce krále Davida, Ned prosí Homera, aby projevil trochu úcty. Homer však dál tropí hlouposti a Ned je s ním stále netrpělivější. 
Jejich další zastávkou je Chrám Božího hrobu, kde se Ned modlí, aby Homer našel v prohlídce nějaký smysl, ale brzy jej najde spícího na Ježíšově hrobě. Ned ztratí nervy a začne na Homera křičet, což přiměje pracovníky ochranky, aby ho vyvedli z kostela a natrvalo mu do něj zakázali vstup. Ned, podrážděný Homerovým hrubým chováním a nedostatkem úcty, odejde. Homer ztratí Neda z dohledu a domnívá se, že se ztratil v poušti. Ve skutečnosti se Ned uklidnil tím, že si dal šálek čaje a šel se podívat na film. Homer jede na velbloudovi do pouště hledat Neda, ale ztratí se v písečné bouři a začne podléhat dehydrataci. Vypije trochu slané vody z Mrtvého moře, čímž se jeho stav zhorší, a má halucinace, že ho několik postaviček z VeggieTales označuje za nového Mesiáše.
Marge a hlídač Homera zachrání a doktor Dlaha mu diagnostikuje Jeruzalémský syndrom, jehož nositelé trpí obsedantními představami s náboženskou tematikou. Homer uteče z hotelu a skončí ve Skalním dómu. Marge, děti a doktor Dlaha ho pronásledují, a Homer začne kázání o tom, že podobnosti různých náboženství převažují nad jejich odlišnostmi a že by všichni měli hledat společnou půdu pro společné nové náboženství. Ned je svědkem Homerova projevu a je hluboce dojat, ale jeho účinek se v davu ztratí, protože téměř u všech ostatních členů zájezdové skupiny se Jeruzalémský syndrom projevil také. Během letu zpět do Springfieldu se Ned a Homer usmíří.

## Přijetí
V původním vysílání vidělo díl 5,698 milionu diváků a dosáhl dle Nielsenu ratingu 2,7 s podílem na sledovanosti 8 %. Ve svém vysílacím čase se umístil na druhém místě a v bloku Animation Domination rovněž na druhém místě.
Epizoda získala smíšené až pozitivní recenze. 
Robert Canning z IGN udělil dílu známku 7,3, označil jej za „slušný“ a dodal: „Hlas Sachy Barona Cohena v roli průvodce skupiny mě příliš neoslovil. Byl jako zrychlený Borat a vlastně mu bylo občas trochu špatně rozumět. Těch pár vtipů, které se povedly, bylo jenom fajn.“. Canning také uvedl, že „je těžké udržet svá očekávání na uzdě, když slyšíte o nadcházející hostující hvězdě, a to pravděpodobně ovlivnilo mé vnímání této epizody. Možná, že při dalších zhlédnutích se mi to bude líbit víc, ale prozatím byl Největší Homer všech dob jen na této straně dobrého.“.
Emily VanDerWerffová z The A.V. Clubu udělila dílu hodnocení B+ a řekla: „Byly tu vtipy, které se táhly příliš dlouho, jako třeba celá ta krav maga. Ale z větší části to byla vtipná prázdninová epizoda a takovou už seriál dlouho neudělal.“.
Jason Hughes z TV Squad ohodnotil díl negativně: „Neočekávám, že Simpsonovi budou mít tak ostré ostří vtipu, jako tomu bylo v jejich dřívějších, podvratnějších dobách, ale očekávám, že čas od času dokáží vytvořit situace pro humor; i když je to jemný humor.“. The TV Fanatic dal epizodě hodnocení 3 z 5 s tím, že „dokáže kombinovat vtipy a zároveň ukázat pozitivní poselství, jako například to, že Homer projeví opravdovou péči poté, co Flanders, jeho domnělý nepřítel, odjede do pouště. Nebo dokonce Homerovo pozitivní poselství o opětovném sjednocení všech náboženství.“
Scenárista Kevin Curran byl za svůj scénář nominován na cenu Humanitas. Epizoda byla použita v reportáži CNN o Jeruzalémském syndromu.